# RT
RT (acrónimo de Russia Today, 'Rusia hoy'; nombre original en ruso, Россия сегодня, Rossiya segodnya) es una cadena de televisión internacional de noticias financiada por el Estado ruso. Con sede en Moscú, presenta boletines de noticias, documentales, programas de entrevistas y debates, además de noticias deportivas y programas culturales en Rusia destinados al mercado de noticias extranjero, desde un punto de vista ruso.
RT es una marca de TV-Novosti, fundada por RIA Novosti (actualmente Rossiya Segodnya) el 6 de abril de 2005. Durante la crisis económica de diciembre de 1996, el gobierno ruso incluyó a la organización autónoma sin fines de lucro TV-Novosti en la lista de las organizaciones centrales de importancia estratégica de Rusia. RT opera como un servicio multilingüe con canales en cuatro idiomas; el canal original en inglés se lanzó en 2005, Rusiya Al-Yaum en árabe se lanzó en 2007, RT Deutsch en 2014, mientras que su canal en español Actualidad RT se inauguró en 2009. Desde 2010 existe RT America, que se centra en Estados Unidos, radicado en Washington D. C.. Desde 2014 se sumó RT UK, que se centra en el Reino Unido, se ha ubicado en Londres; y en diciembre de 2017, RT France.
RT ha sido acusada por medios occidentales de ser un medio de propaganda del gobierno ruso y de su política exterior. También ha sido acusada de difundir desinformación por parte de sus periodistas, incluidos los que ya no trabajan en el canal. El regulador mediático del Reino Unido, Ofcom, ha encontrado en repetidas ocasiones que RT ha violado sus reglas de imparcialidad y que, en una ocasión, encontró que la cadena había transmitido contenido «materialmente engañoso».
El jefe de redacción de RT comparó este servicio con el Ejército ruso y con el Ministerio de Defensa rusos, y dijo que la cadena «libraría la guerra de la información en contra de todo el mundo occidental». En septiembre de 2017, la versión estadounidense de RT, RT America, fue obligada a registrarse como un «agente extranjero» en el Departamento de Justicia de Estados Unidos bajo la Ley de Registro de Agentes Extranjeros, en la cual RT deberá revelar su información financiera.
RT fue prohibida de emitirse en Ucrania en 2014, en Letonia y Lituania en 2020. La versión regional del canal para Alemania, RT DE, también fue obligada a cesar sus emisiones en febrero de 2022. Después de la invasión rusa de Ucrania de 2022, el gobierno de Polonia y luego todos los Estados miembros de la Unión Europea anunciaron que también prohibirían la difusión de las señales de RT en sus territorios, mientras que varios proveedores de televisión de pago de varios países al nivel internacional suspendieron la distribución de las señales de RT. Además, las plataformas sociales Facebook, Instagram, TikTok y YouTube bloquearon el acceso al contenido de RT en la Unión Europea, mientras que Microsoft eliminó a RT de su tienda de aplicaciones y suprimió sus resultados de búsqueda en el buscador Bing. Así mismo, Apple ha eliminado la aplicación RT News de su portal de descargas al nivel mundial excepto en Rusia.

## Historia

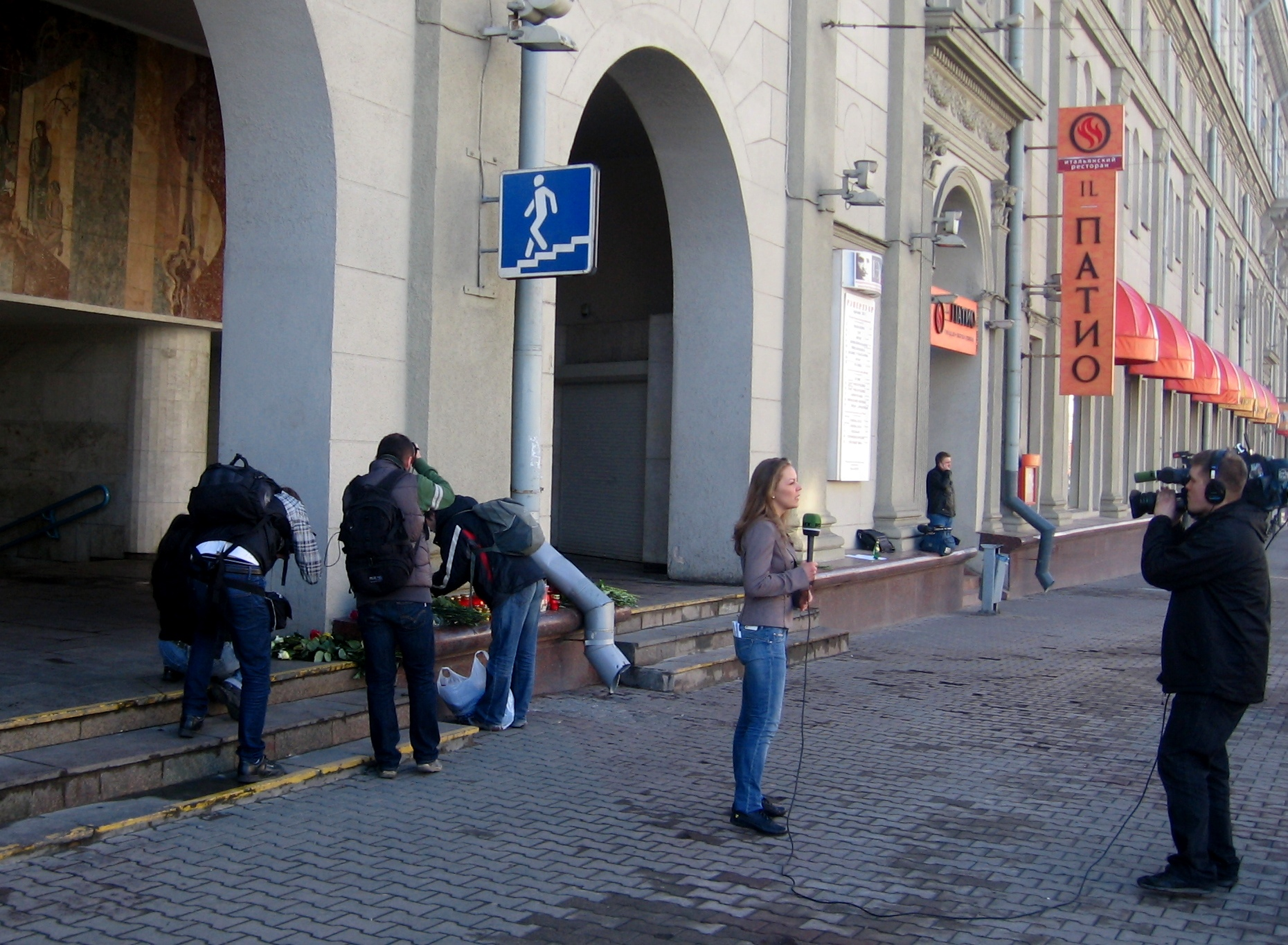
Una periodista de RT, realiza una nota el día posterior al atentado del Metro de Minsk de 2011.

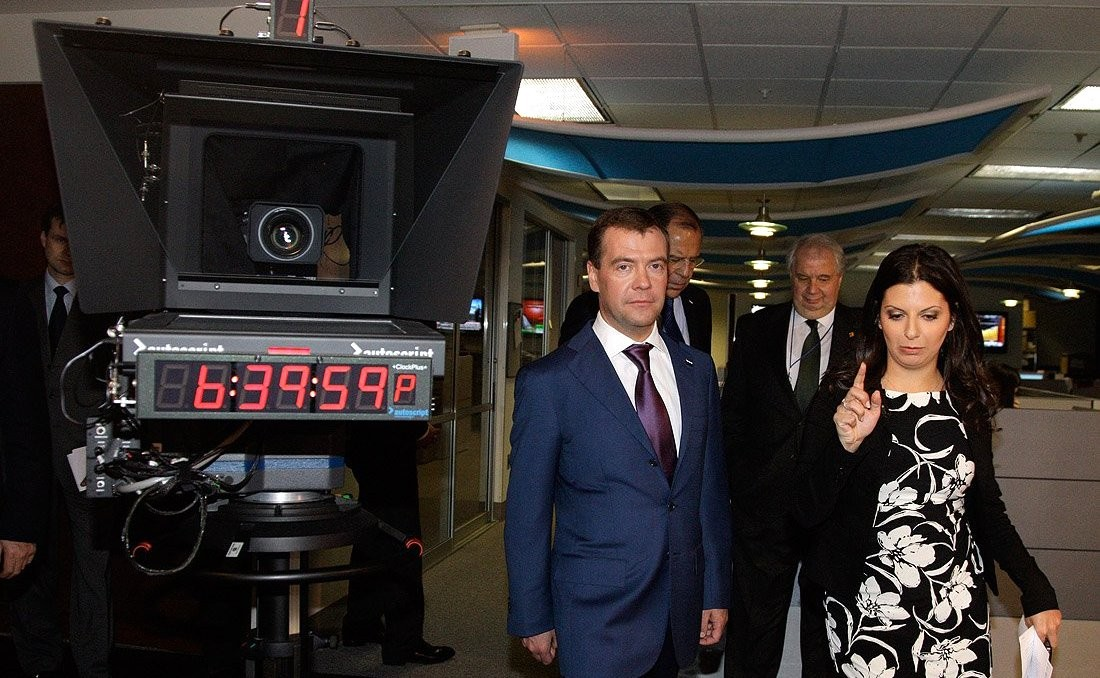
El expresidente ruso Dmitri Medvédev y la redactora jefe Margarita Simonián en los estudios de RT.

La creación de RT fue parte de un esfuerzo del gobierno ruso para dar a conocer noticias de Rusia en el extranjero. RT fue concebido por el antiguo ministro de comunicaciones de Rusia Mijaíl Lesin y el portavoz de prensa de Vladímir Putin, Alekséi Gromov. Cuando RT se fundó, Svetlana Mironyuk, la directora de la agencia de noticias RIA Novosti, declaró: «desafortunadamente, al nivel de la conciencia de masas en Occidente, Rusia es asociada con tres palabras: comunismo, nieve y pobreza». Mironyuk añadió: «queremos presentar una imagen más completa de la vida en nuestro país».
En 2005, RIA Novosti ayudó a establecer "ANO TV-Novosti" (Organización Autónoma sin ánimo de lucro TV-Novosti), la compañía matriz de RT. ANO TV-Novosti nombró a Serguéi Frolov como jefe ejecutivo.
RT comenzó transmisiones como Russia Today el 10 de diciembre de 2005 con informativos en inglés. En sus inicios había 300 periodistas, aproximadamente 70 de los cuales eran de fuera de Rusia. El cargo de redactor jefe quedó en manos de Margarita Simonián, quien reclutó periodistas, presentadores y asesores extranjeros. Simonián declaró que el canal intentaba tener un formato profesional (como CNN, BBC y Euronews) que pudiera «reflejar la opinión rusa del mundo» y presentar una «imagen más balanceada» de Rusia.
Poco después de que se lanzó el canal, James Painter escribió que RT y canales de noticias similares como France 24 y TeleSUR se veían a sí mismos como «contrahegemónicos», ofreciendo una visión y contenido de noticias diferentes de los medios occidentales como CNN y BBC. Un informe de Eurocomisión de 2009, mencionó a RT en inglés como uno de los más conocidos canales de televisión con alcance internacional disponibles en Europa, junto con BBC World News y CNN International.

### Desarrollo y expansión

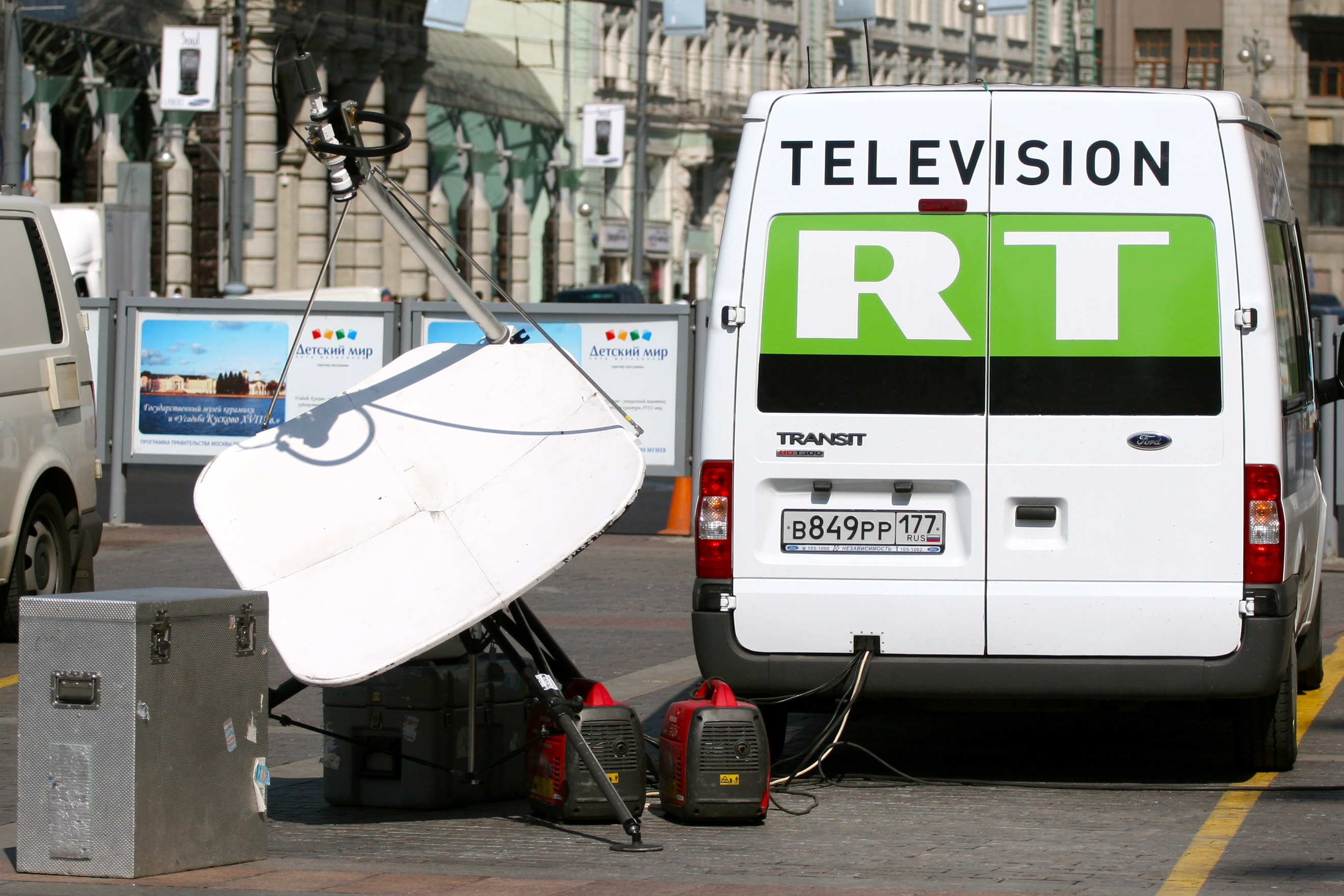
Móvil de RT en Moscú en 2008.

En 2007, se lanzó el canal en árabe Rusiya Al-Yaum. Después vendrían RT Actualidad (señal en español, lanzada en 2009), RT America (señal con énfasis en Estados Unidos, lanzada en 2010) y RT Documentary (documentales relacionados con Rusia, lanzado en 2011).
En agosto de 2007, RT fue el primer canal de televisión en reportar en vivo desde el Polo Norte, con un informe que duró 5 minutos y 41 segundos. Un equipo de RT participó en la expedición polar rusa Artika en ese año, dirigida por Artur Chilingarov en el rompehielos Akademik Fyodorov. En diciembre de 2007, fueron televisadas las celebraciones de Nochevieja y año nuevo de Times Square, Moscú y San Petersburgo.
RT señaló especialmente a la atención del mundo por su cobertura de la guerra de Osetia del Sur de 2008, librada entre Georgia y los gobiernos separatistas de Osetia del Sur y Abjasia, que fueron protegidos por las tropas rusas. RT vio esto como el incidente que mostró sus habilidades de comunicación para el mundo. Margarita Simonián declaró: «éramos los únicos entre los medios de comunicación en idioma inglés que estaban dando al otro lado de la historia - el lado de Osetia del Sur».
En 2009 el canal adoptó la denominación RT. Simonián negó que el cambio de nombre fuera un intento de ocultar sus orígenes rusos, afirmando que el logotipo corporativo se modificó para atraer a más espectadores y comentó: «¿quién está interesado en ver las noticias de Rusia todo el día?».
A principios de 2010, RT dio a conocer una campaña publicitaria llamada Question More («Pregunta Más»), que fue creada por McCann Erickson. Uno de los anuncios presentados como parte de la campaña mostró al entonces presidente de los Estados Unidos, Barack Obama, "transformándose" en el líder iraní Mahmoud Ahmadinejad y preguntando: «¿Quién representa la mayor amenaza nuclear?». El anuncio fue prohibido en los aeropuertos estadounidenses. Otro mostraba a un soldado occidental fusionándose con un combatiente talibán y preguntaba: «¿El terrorismo solo es infligido por terroristas?». Uno de los anuncios publicitarios de RT en 2010 ganó un premio en el Reino Unido como "anuncio del mes".
RT es uno de los varios canales internacionales, que han desafiado a los medios de comunicación de Estados Unidos, que dominaba anteriormente la cobertura de noticias mundial. En 2010, Walter Isaacson, presidente de la Junta de Radiodifusión del Gobierno de Estados Unidos (que se ejecuta La Voz de América, Radio Free Europe, y Radio Free Asia), pidió más dinero para los programas, ya que, «no podemos permitir que nosotros seamos comunicados por nuestros enemigos», mencionando específicamente Russia Today, Press TV (de Irán) y la Televisión Central de China.
En 2011, la secretaria de Estado Hillary Clinton dijo que Estados Unidos «estaba perdiendo la guerra de la información» en el extranjero a los canales extranjeros como Rusia Today, Al Jazeera, y la Televisión Central de China y que están suplantando a la Voz de América.

### Desde 2012
El 17 de abril de 2012, RT estrenó World Tomorrow (en español titulado El mundo del mañana), un programa de entrevistas de noticias organizado por el fundador de WikiLeaks, Julian Assange. El primer invitado en el programa fue el líder de Hezbolá, Hasan Nasrallah. La entrevista fue noticia mundial ya que Nasrallah rara vez brinda entrevistas a los medios occidentales. WikiLeaks describió el programa como «una serie de conversaciones en profundidad con actores políticos clave, pensadores y revolucionarios de todo el mundo». Afirmó que el programa «es de producción independiente y Assange tiene el control».
Assange dijo que RT permitiría a sus invitados discutir cosas que «no podrían decir en una cadena de televisión convencional». En agosto de ese año, RT sufrió un ataque de denegación de servicio durante varios días por un grupo que se hacía llamar Antileaks. Se especuló que el grupo protestaba contra Assange o contra el encarcelamiento de miembros del grupo de música activista Pussy Riot por parte de Rusia.
El 23 de octubre de 2012, RT, junto con Al Jazeera y C-SPAN, transmitieron el debate de los candidatos de terceros partidos a Presidente de los Estados Unidos. El 5 de noviembre, RT America transmitió el debate de los dos candidatos que fueron votados ganadores del primero, el candidato del Partido Libertario Gary Johnson y la candidata del Partido Verde Jill Stein en el estudio de la cadena en Washington, D.C.
En mayo de 2013, RT anunció que el expresentador de CNN Larry King sería el anfitrión de un nuevo programa de entrevistas en el canal ruso. El 13 de junio de 2013, RT America emitió una transmisión previa del nuevo programa nocturno de King, Politicking, con un episodio acerca de la filtración de Edward Snowden del programa de vigilancia PRISM.

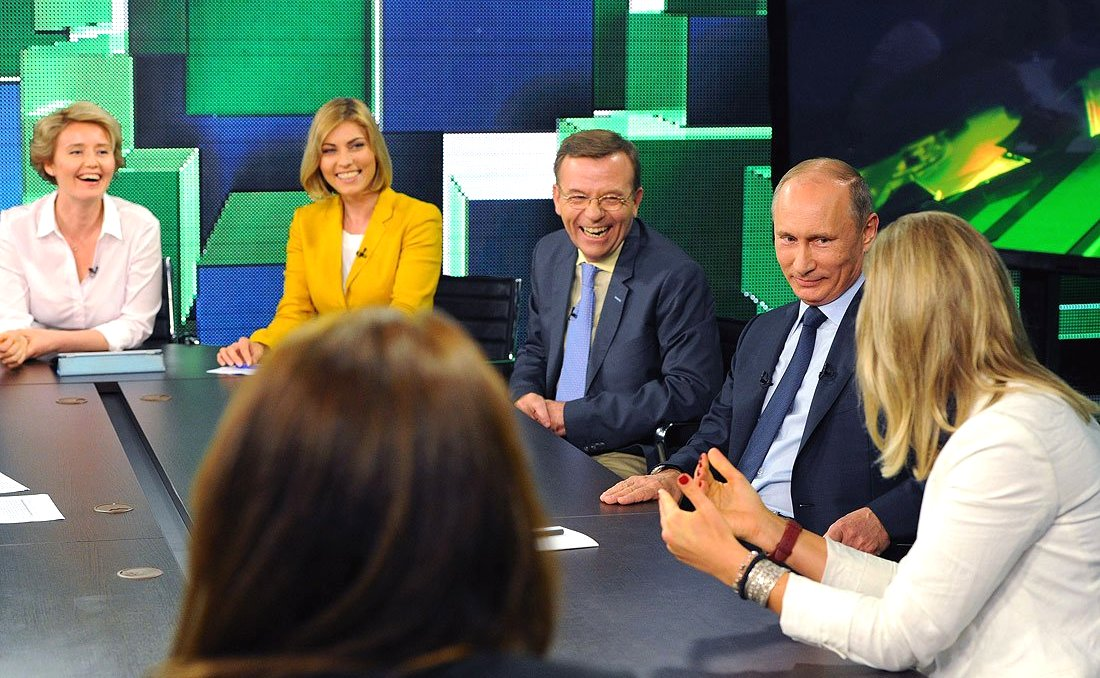
Vladímir Putin junto con periodistas de RT en 2013.

Vladímir Putin visitó el nuevo centro de transmisión de RT en junio de 2013 y reunido con autoridades y periodistas del canal fue entrevistado. Allí declaró: «Cuando diseñamos este proyecto en 2005 teníamos la intención de presentar a otro jugador fuerte en la escena internacional, un jugador que no solo proporcionaría una cobertura imparcial de los eventos en Rusia, sino también intente, permítanme enfatizar, quiero decir, intenten romper el monopolio anglosajón en las corrientes de información global [...] Queríamos traer un canal de noticias absolutamente independiente al ruedo de las noticias. Ciertamente, el canal es financiado por el gobierno, así que no puede sino reflejar la posición oficial del gobierno ruso sobre los eventos en nuestro país y en el resto del mundo de una forma u otra. Pero me gustaría subrayar nuevamente que nunca pensamos en este canal, RT, como cualquier tipo de apologética para la línea política rusa, ya sea nacional o extranjera».

## Organización
La agencia de noticias estatal RIA Novosti, que fundó RT en 2005, fue una de las más grandes de Rusia. Su presidenta fue Svetlana Mironiuk, quien modernizó la agencia desde su nombramiento en 2003. Mijaíl Seslavinsky, a cargo de la Agencia Federal de Prensa y Comunicaciones Masivas de la Federación de Rusia, afirmó en 2005 que RT sería una empresa independiente. Según la ley rusa, RT es una organización independiente.
En 2007, RT estableció sus oficinas en el mismo edificio que RIA Novosti. En 2012, Anna Kachkayeva, Decana de Media Communications en la Escuela Superior de Economía de Moscú, declaró que «comparten el mismo techo» porque las dos organizaciones están ubicadas en el mismo edificio, pero con respecto a «financiación, política editorial, administración y personal, son dos organizaciones independientes cuyas operaciones diarias no están interconectadas de ninguna manera».
En diciembre de 2012, RT trasladó sus estudios y sede a una nueva instalación en Moscú. El movimiento coincidió con la actualización de la señal para transmitir en alta definición.
En 2013, un decreto presidencial emitido por Vladímir Putin disolvió RIA Novosti y lo subsumió en una nueva agencia de información llamada Rossiya Segodnya (traducida directamente como «Rusia Hoy»). Según un informe en el sitio web de RT, la nueva agencia de noticias «no está relacionada de ninguna manera» con el canal de noticias a pesar de la similitud con el nombre original de RT. Sin embargo, el 31 de diciembre de 2013, Margarita Simonián, editora en jefe del canal, también fue nombrada como editora en jefe de la nueva agencia de noticias mientras mantenía sus funciones en la cadena de televisión.
RT coopera con varios medios de comunicación en Rusia y en el extranjero, incluidos medios privados.

### Presupuesto
Cuando se estableció en 2005, ANO TV-Novosti invirtió 30 millones de dólares estadounidenses en costos de puesta en marcha para establecer RT, con un presupuesto de otros 30 millones para su primer año de operación. La mitad del presupuesto de la red provino del gobierno ruso; la otra mitad provino de bancos comerciales a fines al Kremlin a petición del gobierno. Su presupuesto anual aumentó de aproximadamente de 80 millones en 2007 a 380 millones en 2011, pero se redujo a 300 millones de dólares en 2012. Putin prohibió la reducción de fondos para RT el 30 de octubre de 2012.
Alrededor del 80 por ciento de los costos de RT se gaste fuera de Rusia, pagando a las redes asociadas alrededor de 260 millones de dólares por la distribución de sus canales en 2014. En 2014 RT recibió 11,87 mil millones de rublos (310 millones de dólares estadounidenses) en fondos del gobierno y esperaba recibir 15,38 mil millones de rublos (400 millones de dólares) en 2015. Sin embargo, al comienzo de 2015, cuando el valor del rublo cayó y se impuso una reducción del diez por ciento en los subsidios a los medios, se pensó en la reducción del presupuesto. Durante el año, la financiación del gobierno aumentó a 20,8 mil millones de rublos (alrededor de 300 millones de dólares). En 2015, se esperaba que RT recibiera 19 mil millones de rublos (307 millones de dólares) del gobierno ruso en 2016.

## Cadenas especializadas

Sede en Moscú.

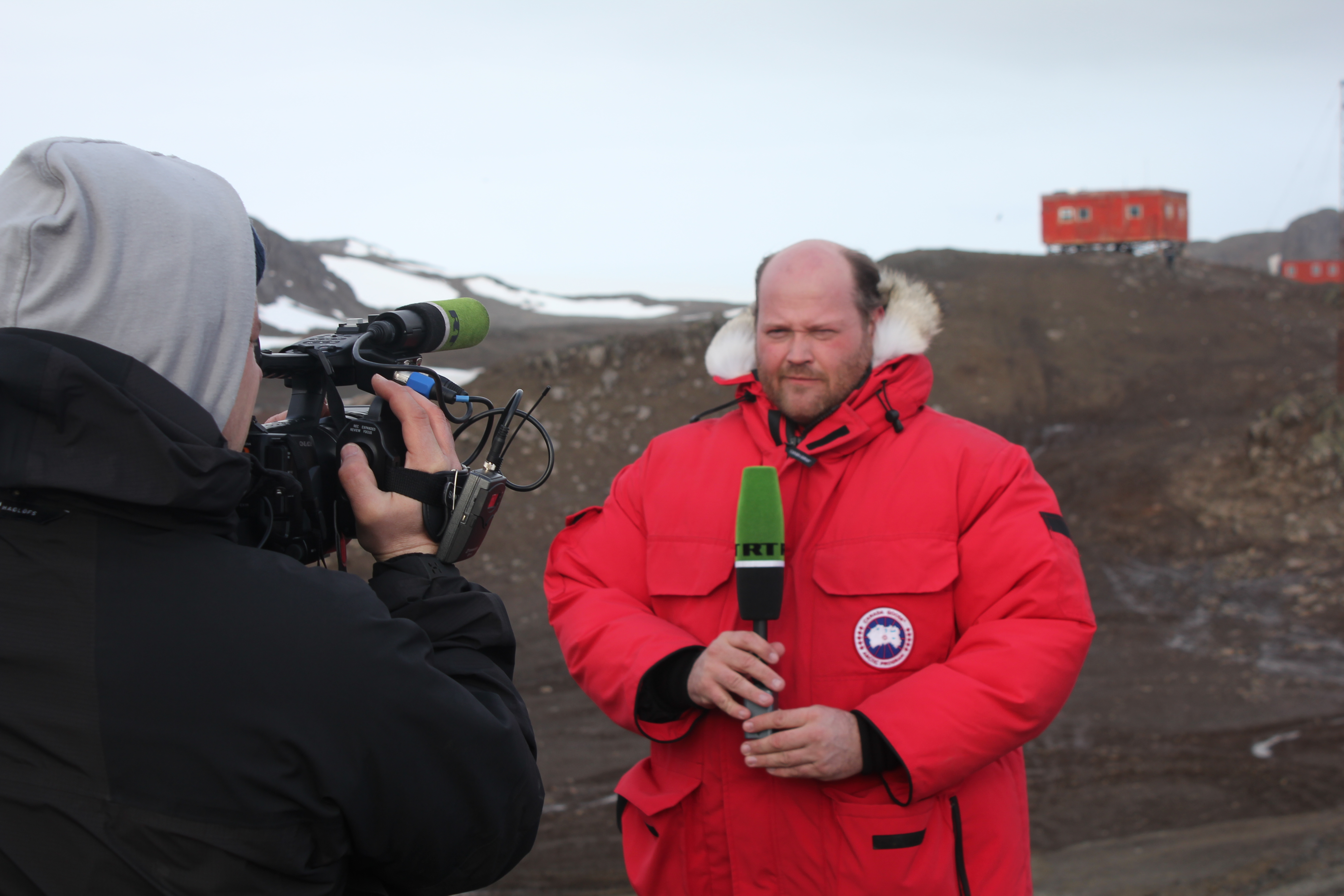
Reportero de RT en la Antártida.

Según RT, la red de señales es transmitida mediante 22 satélites e incluye a más de 230 operadores, lo que proporciona un alcance de distribución a unos 700 millones de hogares en más de 100 países.
Además del inglés, español, árabe y alemán, existe el proyecto de sumar un canal en francés.

### RT Internacional (2005-actualidad)
Es el canal de noticias insignia de la red de RT, que cubre la actualidad internacional y regional desde una perspectiva rusa. También incluye programas de comentarios y documentales. Con sede en Moscú, mantiene 21 oficinas en 16 países, incluidas las de Washington D. C., Nueva York, Londres, París, Nueva Delhi, El Cairo, Bagdad y Kiev. Emplea a más de 2.000 profesionales de medios en todo el mundo.

### Rusiya Al-Yaum (2007-actualidad)
Es la señal de RT en idioma árabe que transmite desde Moscú.

### RT America (2010-2022)
RT America fue un canal de televisión ruso (que tenía su sede en la oficina de RT de Washington D. C., Estados Unidos que incluía programas organizados por periodistas estadounidenses. El canal realizaba programas propios de lunes a viernes desde las 4:00 p. m. a 12:00 a. m. (hora del este) y difundía simultáneamente la señal RT Internacional el resto de los horarios. El canal cesó sus emisiones el 3 de marzo de 2022.

### RT Latinoamérica
RT Latinoamérica difunde contenido de Russia Today asociado a los países de la región latinoamericana por medio de su sitio web a través de la plataforma Meta-Facebook. Para enero de 2022 la página web registró alrededor de 130.000 seguidores, siendo así clasificada por la red social como un "Medio de Comunicación Controlado por el Estado de Rusia".
Es posible acceder a su página oficial a través de: https://www.facebook.com/rtamericalatina/

### RT México
Es una agencia noticiosa y de redistribución de contenido perteneciente al canal de noticias RT con sede en Moscú, Rusia. Inició operaciones en México el 16 de noviembre de 2021 para la difusión de contenido relacionado con México y Rusia a través de diversas redes sociales.
Difunde contenido de RT Internacional y también investigaciones periodísticas  originales asociadas a temas de actualidad del país latinoamericano por medio de Facebook en la página 
https://www.facebook.com/russiatodaymx/

### RT en Español (2009-actualidad)

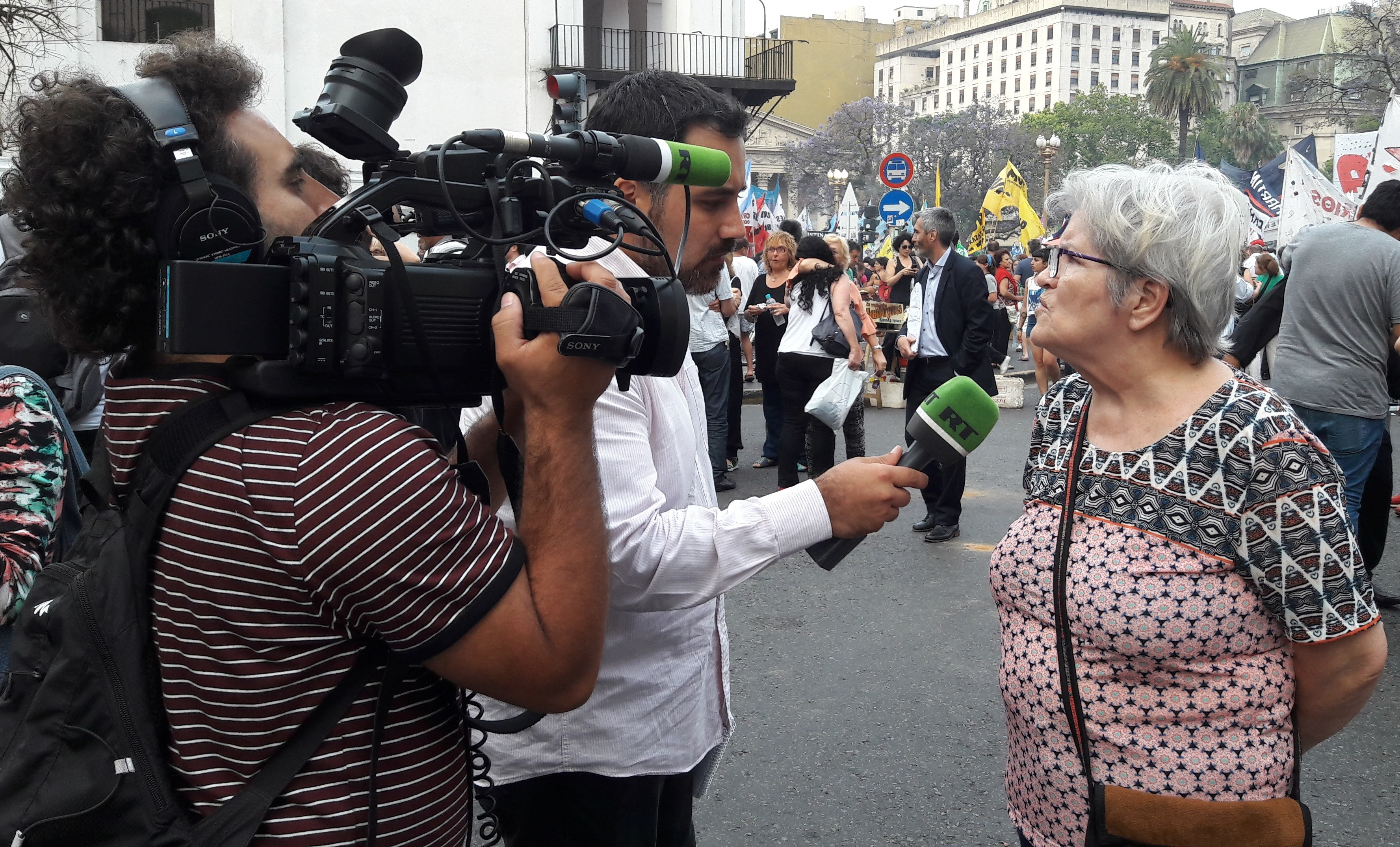
Equipo de RT en español cubriendo una protesta en Buenos Aires, Argentina.

La señal en español de RT fue lanzada en 2009. El canal tiene corresponsalías permanentes en Madrid, Miami, Washington D. C., Ciudad de México, La Habana, Caracas y Buenos Aires.
Actualmente la plantilla de RT en español, cuenta con unas 200 personas, incluidos 35 periodistas extranjeros de España, Argentina, México, Cuba, Serbia, Estados Unidos, Ecuador, Chile y Venezuela. Entre ellos hay conocidos corresponsales y presentadores, que antes trabajaban en los canales más grandes de Europa y América Latina, como TVE de España, TV Azteca de México, así como CNN en Español y Telemundo. También cuenta con una asociación con el canal TeleSUR.
En octubre de 2010 RT en español ganó seis galardones en el concurso latinoamericano "Promax/BDA Latinoamérica 2010".
En España, es accesible para los abonados a Movistar+, Vodafone TV, Orange TV, R y Telecable en sus versiones en lengua española e inglesa.
En Argentina, durante la visita de Vladímir Putin a Cristina Fernández de Kirchner el 12 de julio de 2014, se anunció que la señal iba a estar disponible en la Televisión Digital Abierta de forma gratuita. La señal ingresó a la grilla en octubre de 2014, transmitiendo una videoconferencia entre Fernández de Kirchner y Putin.
En Venezuela está disponible desde el 1 de diciembre de 2014 en la Televisión Digital Terrestre, televisión por cable (Inter, Supercable, Cablevisión, Cantv Satelital) y DirecTV.
Los países hispanohablantes constituyen, tras los países islámicos, la segunda área de influencia en Internet de RT (actualidad.rt.com).
En 2013 consiguió ascender al grupo de los 100 primeros portales con mayor audiencia, en siete de esos países.
Desde el 13 de julio de 2016 llega a México a través del operador de cable Izzi Telecom uno de los operadoras de cable de paga más grandes del país norteño.
Luego de entrar al Perú a través del operador más grande del país Movistar TV (Perú) el 6 de abril de 2018, RT está disponible desde el 26 de julio de 2018 a través de Dish México uno de los mayores operadores de televisión satelital en el país. Según los datos de la compañía de investigación Ipsos, 
México tiene la mayor audiencia de RT en Latinoamérica.

### RT UK (2014-2022)
RT UK fue la señal británica de RT en el (Reino Unido), emitió desde las oficinas de RT en la torre Millbank en Londres. Incluyó programas organizados por periodistas británicos. El canal ofreció cinco horas de programación propia de noticias por día, lunes a viernes de 18:00 - 23:00 horas, y difundió simultáneamente la señal de RT Internacional el resto de los horarios. Comenzó sus transmisiones el 30 de octubre de 2014. Finalizó sus transmisiones el día 2 de marzo de 2022 debido a la Invasión rusa de Ucrania de 2022. El día 18 de marzo del 2022 la Oficina de Comunicaciones (conocida como ofcom) revocó la licencia de RT en Reino Unido, lo que supuso el fin definitivo de las transmisiones de RT en territorio británico.

### RT Deutsch (2014-2022)
Fue la señal en alemán de RT, tuvo su sede en Berlín, Alemania. Además de un sitio web, fue una señal de televisión que cubre noticias locales, así como temas de noticias.

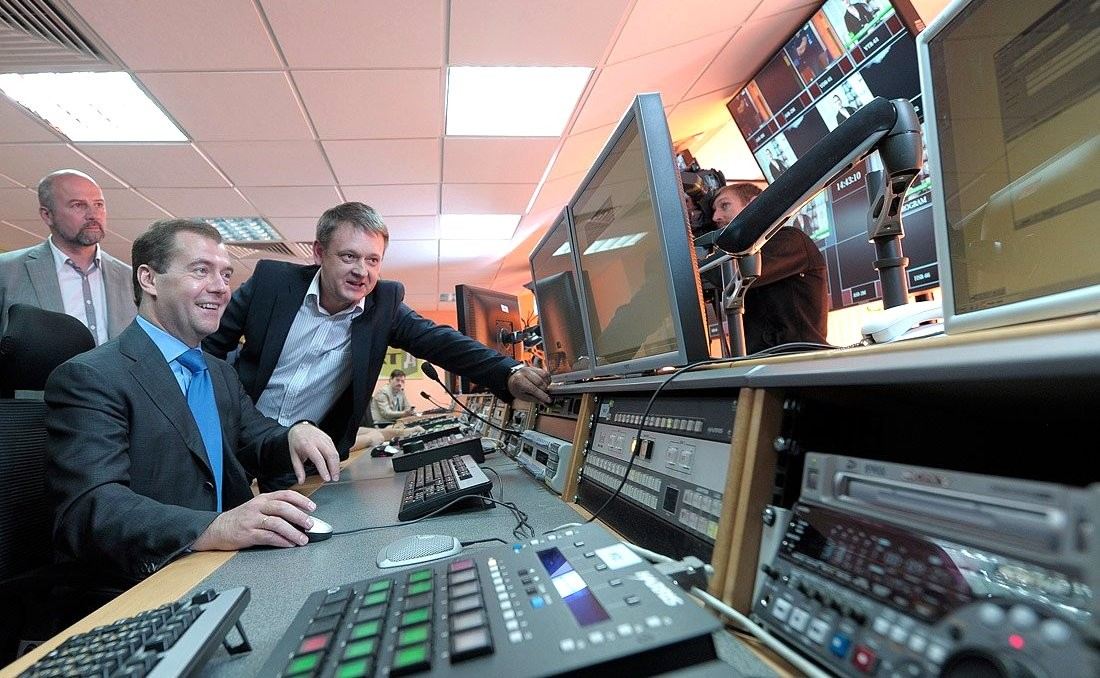
Dmitri Medvédev durante el lanzamiento de RT Documentary.

. Después de no obtener la licencia de transmisión adecuada, RT DE fue prohibida en Alemania en febrero de 2022, en marzo de 2022 fue prohibida su transmisión en territorio de la Unión Europea. Actualmente transmite solo vía en línea fuera de la UE programas envasados. 

### RT en français (2014-2023)
Fue la señal en francés de RT, se inició como un portal web con sede en París, Francia. Cubre noticias locales e internacionales en idioma francés. En diciembre de 2017 se sumó la señal de televisión RT France. Debido a la Invasión rusa de Ucrania de 2022, el 2 de marzo de 2022 el canal fue bloqueado en territorios de la Unión Europea y Canadá. Actualmente solo transmite vía en línea fuera de la UE.

### RT Chinese (2015-2018)
Fue una señal de RT en idioma chino lanzada en mayo de 2015 en YouTube. Actualmente la señal esta fuera de servicio.

### RT en ruso
La señal mantiene un sitio web en idioma ruso, RT на русском. russian.rt.com

### RT Documentary

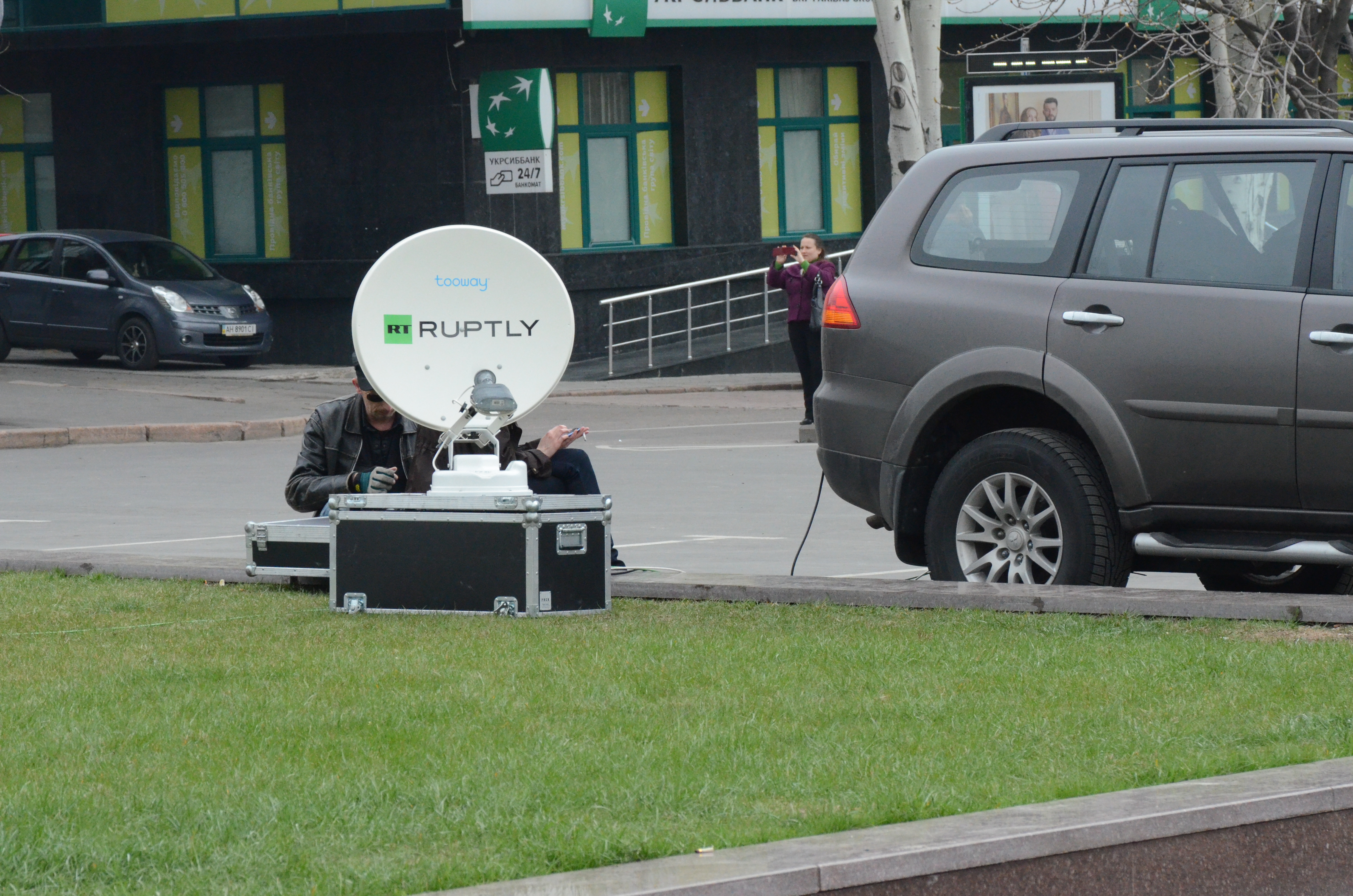
Equipo de RT Ruptly.

Es un canal de documentales de 24 horas. El grueso de su programación consta de documentales producidos por RT relacionados con Rusia.

### Ruptly
Ruptly es una agencia de noticias en vídeo perteneciente con sede en Berlín, Alemania.

## Programación (señal internacional)
RT (señal internacional) y RT América tienen programación similar, sin embargo este último abarca más noticias de los Estados Unidos. RT en Español y RT en Árabe cuentan con su propia programación y presentadores de noticias, así como las versiones traducidas de la programación en inglés de RT.
Los programas especiales actuales de RT incluyen (con presentadores):
- On Contact (Chris Hedges)[124]
- Renegade Inc. (Ross Ashcroft)[125]
- Keiser Report (Max Keiser y Stacy Herbert) de RT UK[126]
- The News with Ed Schultz (Ed Schultz)[127]
- America's Lawyer (Mike Papantonio)[128]
- Interview (varios presentadores)[129]
- Going Underground (Afshin Rattansi) de RT UK[130]
- News Thing (Sam Delaney)[131]
- Redacted Tonight (Lee Camp) de RT America[132]
- Watching the Hawks (Tyrel Ventura, Sean Stone, y Tabetha Wallace)[133]
- SophieCo (Sofiko Shevardnadze)[134]
- The Big Picture (Thom Hartmann) de RT America[135]
- CrossTalk (Peter Lavelle)[136]
- Larry King Now (Larry King)[137]
- Sputnik (George Galloway) de RT UK[138]
- Politicking (Larry King)[139]

Marcin Maczka expresó que la amplia financiación de RT ha permitido al canal atraer periodistas experimentados y utilizar las últimas tecnologías. Los presentadores y corresponsales tienden a concentrarse en temas mundiales controvertidos como los escándalos financieros y bancarios, el impacto corporativo en la economía global y las manifestaciones occidentales. También ha emitido opiniones de varios expertos en teorías de conspiraciones, neonazismo, supremacistas blancos y negacionistas del Holocausto. Las noticias de Rusia son de importancia secundaria y tales informes enfatizan la modernización rusa y los logros económicos, así como la cultura rusa y los paisajes naturales, mientras que minimizan los problemas sociales o la corrupción en el país.
En 2017, RT realizó un programa en Twitter en vivo simulado para conmemorar el centenario de la Revolución Rusa.

## Periodistas
- Marina Dzhashi
- Kevin Owen
- Ed Schultz - RT America
- Colin Bray
- Rory Suchet
- Andrew Farmer
- Eunan O'Neill
- Neil Harvey
- Sean Thomas
- René Téllez - RT México

Presentador de Noticias - Corresponsales
- Nikki Aaron
- Daniel Hawkins
- Egor Piskunov
- Emily Siu
- Nadira Tudor

Corresponsales
- Paula Slier - Oficina de Oriente Medio

Otros presentadores
- George Galloway - RT Oficina del Reino Unido

Presentadores de negocios
- Stacy Herbert
- Max Keizer
- Edward Harrison

Presentadores de documentales
- Martyn Andrews - entretenimiento, cocina y viajes (anteriormente de Wayfarer / Moscow Out / Venice of the North )
- James Brown - Discovering Russia (expresentador de noticias y anfitrión de Close-Up Russia )

## Invitados
Según Jesse Zwick, RT persuade a «expertos y periodistas legítimos» para que se presenten como invitados permitiéndoles hablar extensamente sobre cuestiones ignoradas por los medios de comunicación occidentales. Con frecuencia se entrevistan académicos, intelectuales y escritores progresistas y libertarios de organizaciones como The Nation, revista Reason, Human Events, Center for American Progress y el Instituto Cato que critican las políticas de Estados Unidos. RT también cuenta con comentaristas poco conocidos, incluidos militantes de extrema derecha, anarquistas, antiglobalización y activistas de izquierda. El periodista Danny Schechter sostiene que una de las principales razones del éxito de RT en los Estados Unidos es que RT «es una fuerza para la diversidad» que da voz a personas "que rara vez se escuchan en los principales medios de comunicación estadounidenses".
Invitados notables han incluido intelectuales de think tanks como Jared Bernstein, John Feffer y Lawrence Korb; los periodistas y escritores Jacob Sullum, Pepe Escobar, y Brian Doherty, y jefes de Estado, incluyendo el ecuatoriano Rafael Correa, la argentina Cristina Fernández de Kirchner y el sirio Bashar al-Ásad. Nigel Farage, el líder del Partido de la Independencia del Reino Unido desde 2010 hasta 2016, apareció en RT dieciocho veces entre 2010 y 2014.

## Cuota de pantalla
En el año 2011 fue el segundo canal de noticias extranjeras más visto en los Estados Unidos después de BBC World News, y el primero en cinco grandes áreas urbanas de Estados Unidos en 2012. También es muy popular entre los estadounidenses más jóvenes, estudiantes universitarios de Estados Unidos, y en los barrios de los centros urbanos estadounidenses.
En el Reino Unido, según Broadcasters' Audience Research Board entre 2,2 y 2,3 millones de británicos sintonizaron a RT durante el segundo semestre de 2012, lo que lo convirtió en el cuarto canal de noticias más visto en el Reino Unido, por detrás de la BBC y Sky News. Sin embargo, RT fue pronto superado por Al Jazeera en inglés. y las cifras de audiencia cayeron a aproximadamente 2,1 millones a fines de 2013.
En 2013, RT se convirtió en el primer canal de noticias de televisión en la historia en llegar a mil millones de visitas en YouTube. En diciembre del 2014 el número de visitas de los cinco principales canales de RT en YouTube superó los 2.000 millones, en concreto, RT supera en 3,1 veces a CNN, en 3,6 veces a Euronews y en 2,5 veces a Al Jazeera.

## Controversias y censura

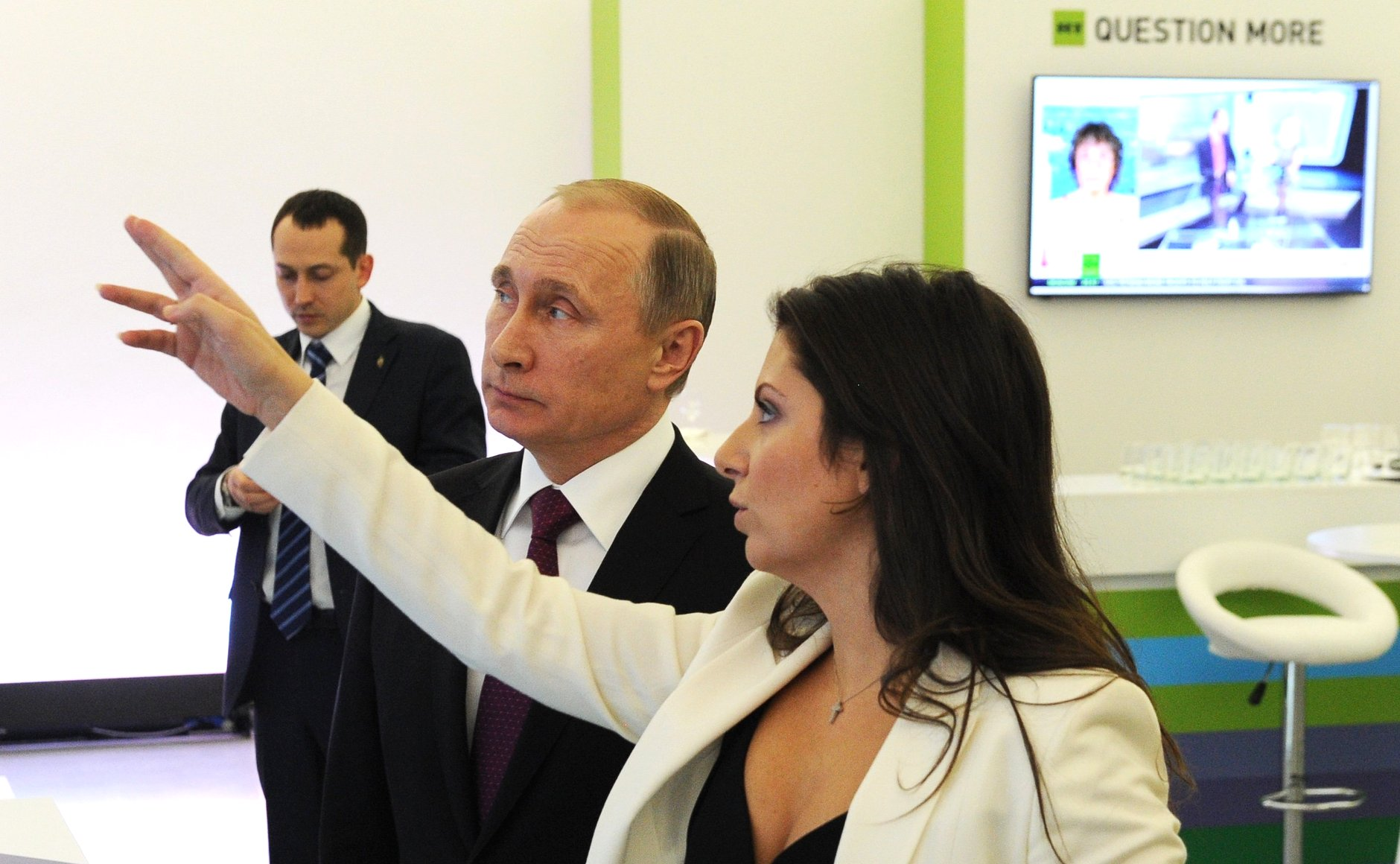
Vladímir Putin con Margarita Simonián en los estudios de RT en 2015. Detrás de ellos, el logo de la señal internacional Question more («pregunta más»).

RT ha sido llamado un medio de propaganda para el gobierno ruso y su política exterior, por diversos medios en español, blogueros ucranianos, un exfuncionario de la KGB y dos experiodistas de RT. También ha sido acusado de difundir desinformación por el Departamento de Estado de los Estados Unidos. El regulador de medios del Reino Unido Ofcom ha amenazado a RT con sanciones debido a violaciones reiteradas de sus normas de imparcialidad, algo que desde algunos sectores cercanos al canal se ha considerado como un ataque a la libertad de expresión. La cadena declara que RT ofrece una perspectiva rusa de los acontecimientos mundiales.
Abby Martin dijo en su programa que discrepaba sobre el punto de vista de la cadena sobre la intervención rusa en Ucrania de 2014. Días después, Liz Wahl, una de las presentadoras de RT America renunció el 6 de marzo de 2014 al finalizar su informativo diciendo que no podía ser parte de «una red financiada por el gobierno ruso que encubre las acciones del presidente Putin». En un comunicado, la cadena dijo que «cuando un periodista no está de acuerdo con la posición editorial de su organización, el curso normal de acción es abordar esos agravios con el editor y, si no se pueden resolver, renunciar como un profesional».
RT ha sido ampliamente acusado de proporcionar desinformación y comentarios favorables a la política exterior de Rusia. El Departamento de Estado de los Estados Unidos, periodistas ucranianos, los periodistas británicos, exfuncionarios rusos, y experiodistas de RT han calificado la cadena como «propaganda» del gobierno ruso. Sin embargo, la red establece que RT ofrece «una perspectiva rusa» sobre los acontecimientos mundiales.
La cadena también ha recibido críticas por hacer referencia a teorías de conspiraciones.

### Injerencia rusa en las elecciones presidenciales de Estados Unidos de 2016
Tras el descubrimiento de la supuesta injerencia rusa en las elecciones estadounidenses de 2016, los detractores del canal aumentaron sus señalamientos hacia la señal informativa rusa, la cual, junto con la agencia de noticias Sputnik son consideradas como agentes informativos "al servicio del Kremlin", además de ser herramientas utilizadas directamente por Vladímir Putin, las cuales han llegado a fabricar noticias con el objetivo de debilitar los sistemas electorales de países europeos y norteamericanos, de hecho, el diario The New York Times calificó que en el caso de RT, la distinción entre periodismo y propaganda "no es muy clara". A lo cual, la directora de RT y Sputnik, Margarita Simonián, respondió que las críticas occidentales son una muestra del "deseo de monopolizar la información", ante la información "alternativa" que difunden los medios de comunicación rusos.
El 26 de octubre de 2017, la red social Twitter anunció el bloqueo de toda la publicidad procedente de las cuentas relacionadas con RT y Sputnik, esto tras una investigación corporativa que arrojó como resultado la intervención rusa en las líneas del tiempo de los usuarios para tener influencia en los resultados electorales de 2016 en Estados Unidos. Según la información publicada por el servicio de microblogueo, tres cuentas relacionadas con el canal de televisión pagaron por la promoción de 1 823 tuits, los cuales estaban dirigidos al mercado estadounidense, Twitter reveló también que entre 2011 y 2017 ganó casi dos millones de dólares provenientes del canal.
El 13 de noviembre de 2017, RT America fue registrada oficialmente como "agente extranjero" en el Departamento de Justicia de los Estados Unidos en virtud de la Ley de Registro de Agentes Extranjeros. De acuerdo con la ley, RT deberá divulgar información financiera.

### Bloqueo de emisión de 2022
En enero de 2022, el Centro de Compromiso Global (GEC) del Departamento de Estado publicó un informe titulado "Medios financiados por el Kremlin: RT y Sputnik en el ecosistema de desinformación y propaganda de Rusia". Sus estudios de caso incluyeron uno sobre "narrativas falsas" publicadas por RT sobre la concentración militar rusa en la frontera con Ucrania. Los empleados y asociados de RT y su subsidiaria Ruptly en varios países, incluidos el Reino Unido y Alemania, renunciaron en respuesta a la invasión rusa de Ucrania en 2022, y algunos atribuyeron sus salidas a la prohibición del gobierno ruso de usar la palabra invasión para describir la ofensiva militar. Frédéric Taddeï renunció a su papel como presentador del programa de entrevistas de RT Francia Interdit d'interdire el 23 de febrero cuando Rusia reconoció a los estados separatistas de Donetsk y Lugansk inmediatamente antes de la invasión. El ex primer ministro de Escocia, Alex Salmond, suspendió su programa de entrevistas de RT, The Alex Salmond Show, el 24 de febrero tras recibir críticas públicas tras la invasión. Varios periodistas británicos con base tanto en las oficinas de RT en Moscú como en las oficinas de RT UK en Londres renunciaron a la red en respuesta a su cobertura de la invasión; según The Times, cuatro "anunciaron públicamente su renuncia, mientras que otros se dice que abandonaron discretamente la oficina de RT en Londres".
El 25 de febrero, el grupo de piratas informáticos Anonymous reclamó un ataque de denegación de servicio distribuido en el sitio web de la red, en apoyo de Ucrania en su lucha contra Rusia. Al día siguiente, Alphabet Inc., los propietarios de Google, prohibieron temporalmente a RT recibir cualquier retorno financiero de sus anuncios en su plataforma de YouTube.
El 27 de febrero, la presidenta de la Comisión Europea, Ursula von der Leyen, anunció que la Unión Europea prohibiría que RT y Sputnik (y sus subsidiarias) operaran en sus 27 países miembros.
El 27 de febrero, las empresas de telecomunicaciones canadienses Shaw, Rogers, Bell y Telus anunciaron que ya no ofrecerían RT en sus listas de canales. Este movimiento fue elogiado por el ministro de Patrimonio Canadiense de Canadá, Pablo Rodríguez, quien llamó a la red el "brazo de propaganda" de Vladímir Putin.
El 28 de febrero, Ofcom anunció que había abierto 15 investigaciones aceleradas sobre RT. Estas investigaciones se centrarán en las 15 ediciones de noticias emitidas el 27 de febrero entre las 05:00 y las 19:00 horas y verificarán si la cobertura violó los requisitos de imparcialidad del código de transmisión. 
Facebook, Instagram y TikTok hicieron que el contenido de las redes sociales de RT y Sputnik no estuviera disponible para los usuarios de la Unión Europea el 28 de febrero.
Microsoft eliminó RT y Sputnik de MSN, Microsoft Store y la red Microsoft Advertising el mismo día. YouTube, el 1 de marzo, prohibió el acceso a todos los canales RT y Sputnik en su plataforma en Europa (incluida Gran Bretaña). Apple luego eliminó RT y Sputnik de su App Store en todos los países excepto Rusia. Roku eliminó la aplicación RT de su tienda de canales, mientras que DirecTV sacó a RT America de su lista de canales. Sky, el proveedor de televisión por satélite de Nueva Zelanda, también eliminó RT, citando quejas de los clientes y consultas con la Autoridad de Normas de Radiodifusión.
El 1 de marzo, la Administración Nacional de Telecomunicaciones de Uruguay (ANTEL) anunció la suspensión de la señal RT de la plataforma de streaming y televisión por internet Vera TV; el presidente del organismo, Gabriel Gurméndez argumentó que la decisión se basó en que es un «canal al servicio de la propaganda y justificación de la violenta invasión militar de Rusia a Ucrania, acción condenada por nuestro país».
Actualmente se puede observar aun su transmisión por las redes de VK. y Telegram.